# Caneján
Caneján (oficialmente en occitano: Canejan) es una villa y municipio español situado en la parte septentrional del Valle de Arán, en el tercio de Quate Lòcs, en la provincia de Lérida, comunidad autónoma de Cataluña. Cuenta con una población de 101 habitantes (INE 2024).

## Geografía

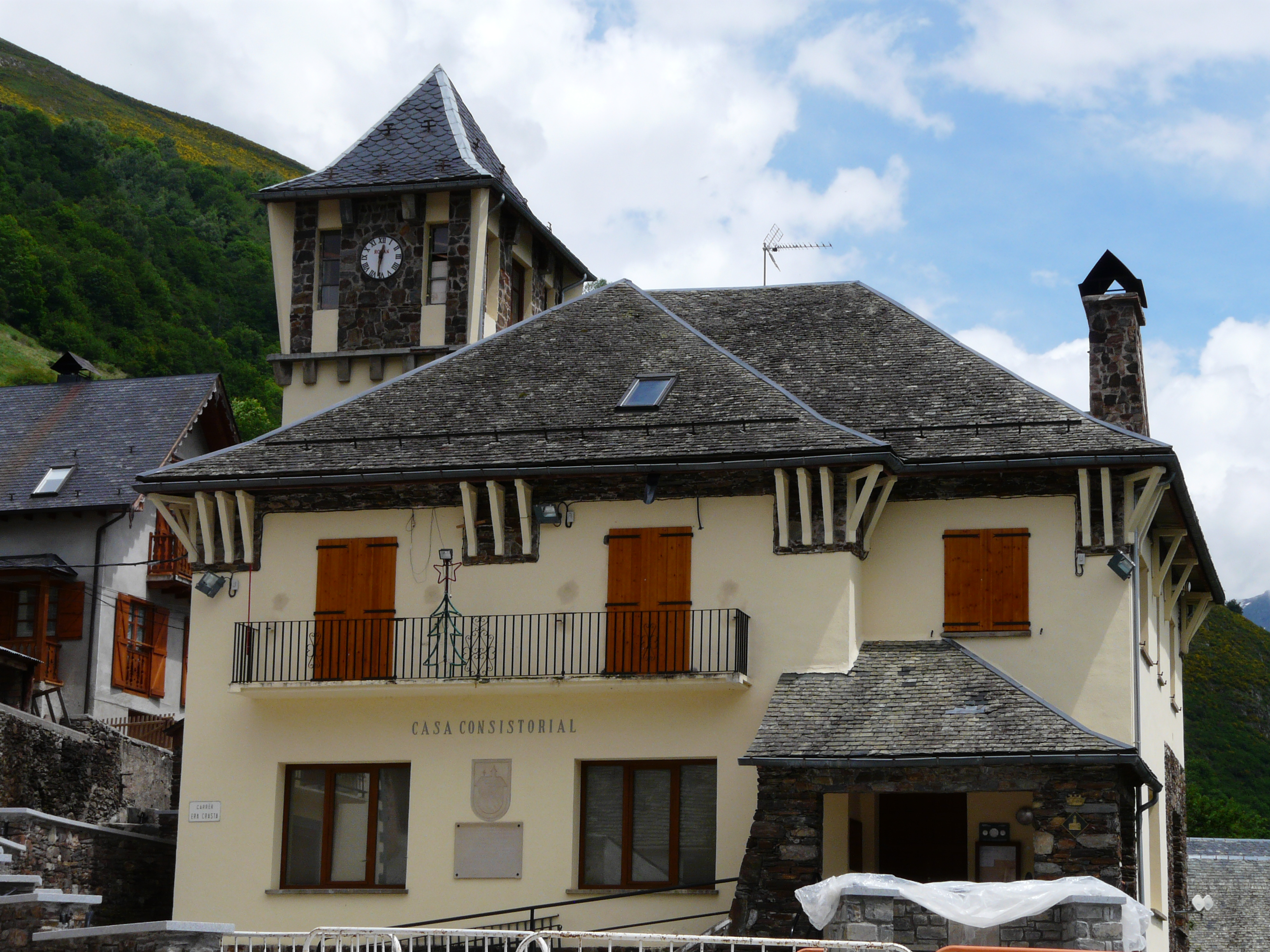
Ayuntamiento de Caneján

El pueblo de Caneján, fronterizo con Francia, está situado a 906 m de altitud, elevado sobre la orilla derecha del río de Toran, muy cerca de su confluencia con el río Garona, rodeado de bosques de hayas y abetos.
Las calles son estrechas y empinadas, con escalones que salvan algunos desniveles, y se conservan algunos edificios antiguos. En lo alto está la iglesia de San Saturnino, muy reformada a principios del siglo XIX (1818).
Limita al norte con la frontera francesa, al este con el municipio de Alto Arán, al sur con el de Viella y Medio Arán y al oeste con los de Vilamós, Lés y Bausén.
Está compuesto por diez núcleos:
- Burdius (Bordius)
- Campespín (Campespin)
- Caneján (Canejan)
- Casiñán (Era Cassenhau)
- Morón y La Mola (Moron e era Mòla)
- Navías (Navias)
- Pradet (Eth Pradet)
- Puntaut (Pontaut)
- Pursingles (Porcingles)
- San Juan de Torán (Sant Joan de Toran)

Tiene una extensión de unos 49 km² y cuenta con una población de 101 habitantes (INE 2024).

## Geografía humana

### Demografía
Cuenta con una población de 101 habitantes (INE 2024).
| Gráfica de evolución demográfica de Canejan entre 1842 y 2021 |
| |
| Población de derecho según los censos de población del INE Población de hecho según los censos de población del INEEn estos censos se denominaba Caneján: 1842, 1857, 1860, 1877, 1887, 1897, 1900, 1910, 1920, 1930, 1940, 1950, 1960, 1970 y 1981 |

| 1900 | 1930 | 1950 | 1970 | 1981 | 1986 | 2000 | 2013 | 2017 |
| ---- | ---- | ---- | ---- | ---- | ---- | ---- | ---- | ---- |
| 637  | 480  | 310  | 171  | 137  | 122  | 108  | 102  | 88   |

## Cultura

### Fiestas
- Fiesta mayor de Caneján, 29 de agosto.
- Romería de San Juan de Torán, 8 de septiembre.
- Barbacans, 26 de febrero. Esta fiesta se recuperó en el año 2004.

## Economía
Ganadería bovina y generación de energía hidroeléctrica.
Hay dos centrales hidroeléctricas en el término municipal: La central de Puente del Rey y la de Torán.

## Monumentos y lugares de interés
- Iglesia de San Saturnino. Iglesia románica completamente reformada en 1818.
- San Juan de Torán. Iglesia románica.

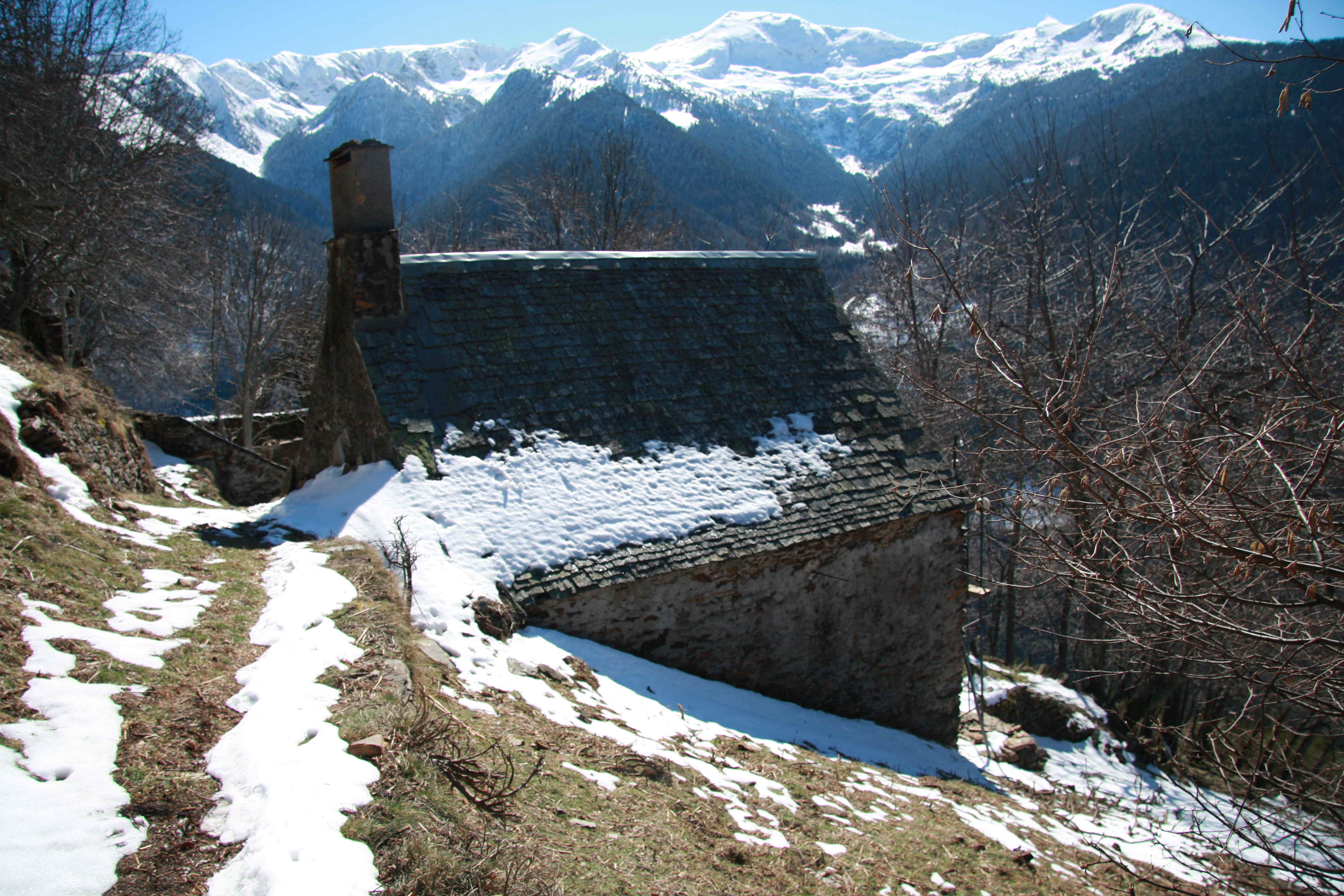
Campespín

- Campespín. Paraje natural.